# Monoprix (France)
Pour les articles homonymes, voir Monoprix.

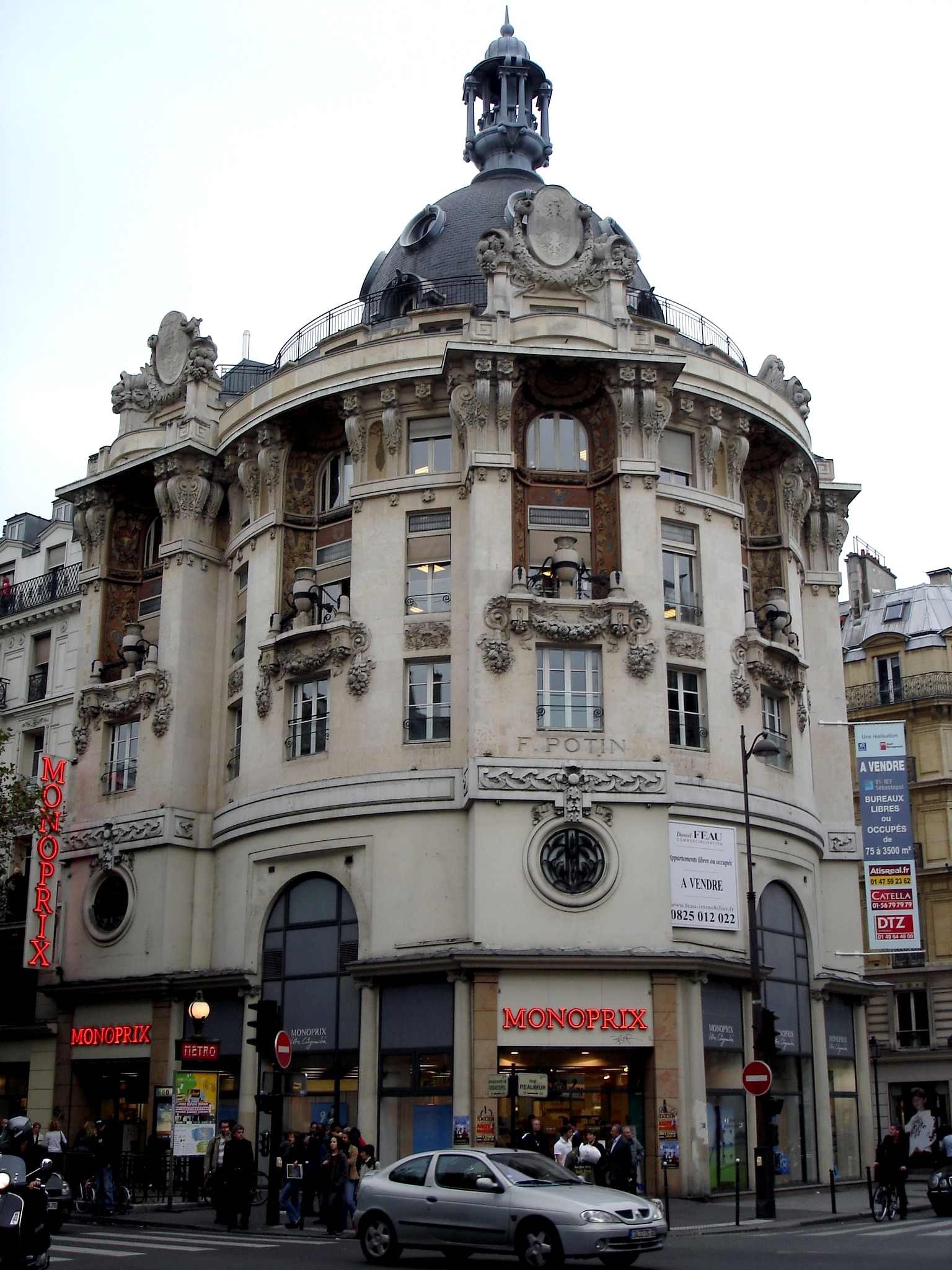
Magasin Monoprix dans l'ancien bâtiment du siège social de la société Félix Potin sis rue Réaumur à Paris.

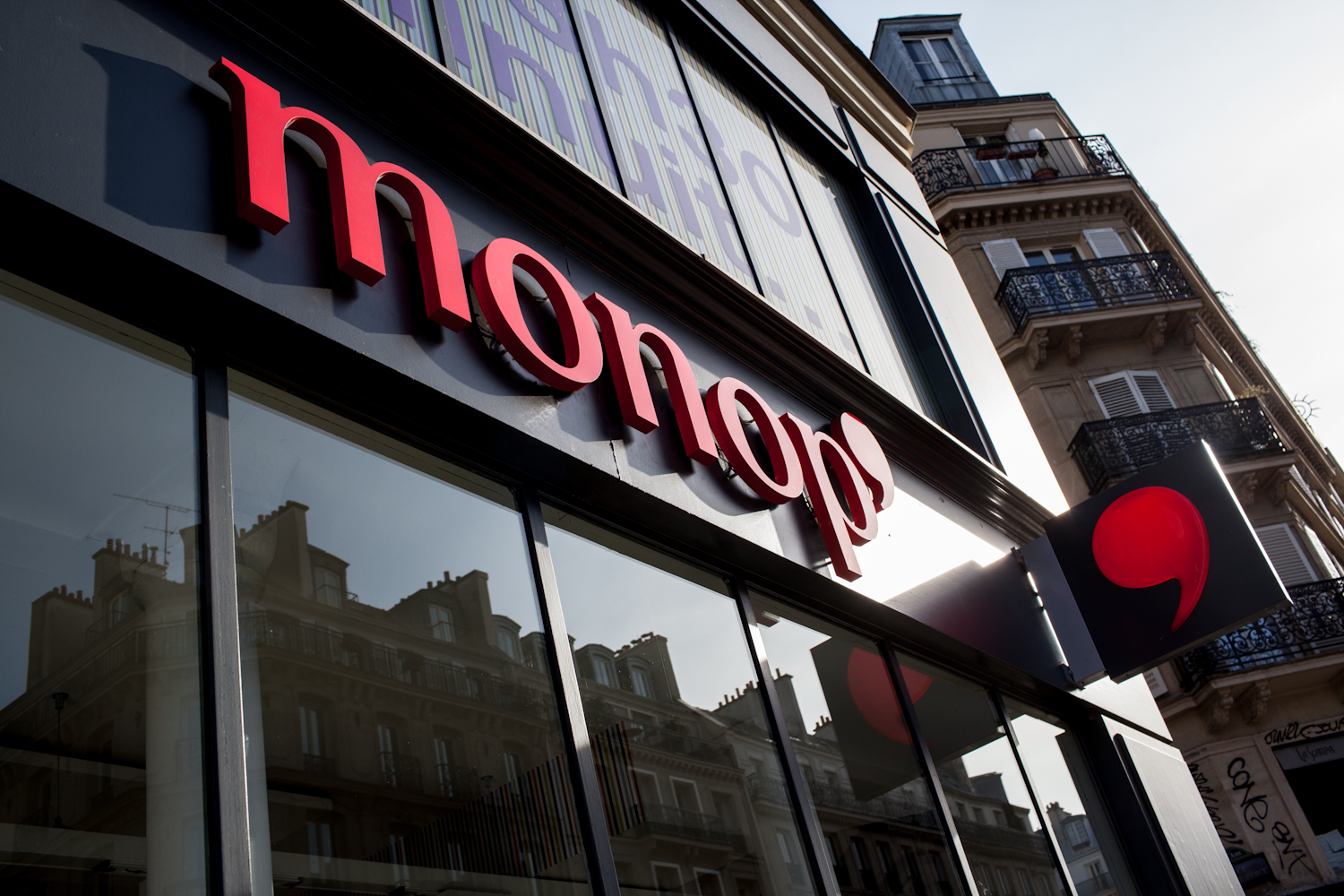
Magasin Monop' de la rue de Rivoli à Paris.

Monoprix est une entreprise française appartenant au secteur du commerce et de la distribution, fondée le 29 octobre 1932. Essentiellement implantée en centre-ville, Monoprix est à l’origine du retour des formats de proximité en France avec son enseigne « Monop’ ». L'enseigne est présente dans 85 % des agglomérations de plus de 50 000 habitants. Elle joue avec une image citadine, voire « d'épicerie fine parisienne ».
Le Groupe Casino, dirigé par Jean-Charles Naouri, devient l'unique actionnaire de Monoprix et de ses enseignes (dont Naturalia) en 2013.

## Histoire

### 1932: ouverture du premier magasin Monoprix à Rouen
Après la crise des années 1930, c'est rue du Gros-Horloge, en plein centre de Rouen, le 29 octobre 1932 que Max Heilbronn, futur dirigeant de la Résistance française et gendre de Théophile Bader, créateur des Galeries Lafayette, ouvre son premier magasin à prix unique, Noma, contraction de « Nouveau magasin ». Les Nouvelles Galeries avaient lancé Uniprix en 1928 et les Magasins du Printemps créent Prisunic en décembre 1931. Avec Priminime, l'enseigne du Bon Marché avait lancé elle aussi le même concept en 1932, celui des principaux groupes de grands magasins qui se partagent le même créneau de magasins citadins à bas prix.
En décembre 1932, Noma devient Monoprix. Plus tard, Monoprix lance ses marques propres. La société rachète Uniprix en 1985.

### 1997: rachat de Prisunic
En 1997, Monoprix rachète Prisunic pour ne conserver que sa propre marque. Dans les années 1990, Monoprix est la première enseigne généraliste à intégrer le développement durable dans sa stratégie avec le référencement de produits issus de l’agriculture biologique, la création de marques spécifiques telles que Monoprix Vert ou Monoprix Bio.
Dans les années 2000, face à la concurrence de la grande distribution, Monoprix fait le pari de monter en gamme.
En 2005, le format de restauration rapide Monop’daily est créé. Les Monop'daily se déploient en parallèle d'autres formats d'hyper proximité comme Monop' et Monop'beauty, le format spécialiste de la beauté.

### 2008: rachat de Naturalia
En 2008, le groupe Monoprix rachète Naturalia, une enseigne spécialiste du bio et ouvre son site web de vente de produits en ligne.
En juin 2012, le groupe Casino annonce son souhait de racheter les 50 % de parts détenues par le groupe Galeries Lafayette. Un accord permettra au groupe Casino d'en devenir l'actionnaire unique à 100 % à l'horizon d'octobre 2013. La transaction doit toutefois recevoir l’accord de l’Autorité de la concurrence,.
Parallèlement, Monoprix diversifie ses points de vente et s’installe sur les lieux de flux : aires d’autoroutes, gares (Monop’station), trains, aéroports.

### 2013: rachat du groupe Monoprix par Casino
En 2013, les derniers supermarchés Inno (filiale de Monoprix) subsistant en France prennent l'enseigne Monoprix. En juillet 2013, le groupe Casino annonce avoir finalisé du solde de 50% du capital de Monoprix après le feu vert de l'Autorité de la concurrence.
En février 2018, Monoprix annonce des négociations exclusives en vue d'acquérir le chausseur en ligne Sarenza. Le 15 juillet 2019, Jean-Paul Mochet prend la présidence de Monoprix en parallèle de son activité de directeur général chez Franprix,.
En avril 2021, Monoprix se lance dans la téléconsultation de médecine en installant des cabines destinées à cet usage. Deux magasins (un à Troyes et l'autre à Paris, Porte de Chatillon) servent de test pour ces consultations virtuelles reliées à un centre d'appel. Des instruments de base (thermomètres et stéthoscopes) sont à disposition et le temps d'attente pour le patient est estimé à sept minutes en moyenne. En mai 2021, l’entreprise française conclut un partenariat avec la néo-banque Pixpay.
Début mai 2022, le départ de Jean-Paul Mochet est annoncé. Il est remplacé à la présidence par Guillaume Seneclauze, jusqu'ici directeur omnicanal du groupe.

## Identité visuelle (logo)
Le 4 novembre 2010, Monoprix présente une nouvelle identité visuelle pour les produits de sa marque distributeur (à présent baptisée « Monoprix », et autrefois « M »), qui ne sont représentés que par un texte écrit en Helvetica capitales, sans image, composé avec des couleurs vives. Le texte décrit le produit et y associe des phrases humoristiques.
Le 20 mars 2013, Monoprix a adopté un nouveau logotype ainsi qu’une nouvelle signature : « Vivement aujourd'hui ».

Ancien logo de Monoprix de 1996 au 20 mars 2013.
Logo actuel de Monoprix depuis le 20 mars 2013.

### Positionnement
L'enseigne Monoprix joue avec une image citadine, voire « d'épicerie fine parisienne ». Le magazine Challenges la décrivait donc en 2012 comme l'enseigne des « bobos urbains ».
Une étude de l'association de consommateurs UFC-Que choisir révélait, en 2014, que Monoprix était l'enseigne de supermarchés la plus chère de France. La marge opérationnelle de l'enseigne est également plus élevée que celle de la grande distribution : elle était de 6,1 % en 2012 contre 2 % ailleurs. Ce positionnement est assumé par l'enseigne qui, comme l'expliquait en 2012 son président Stéphane Maquaire, « ne [se situe] pas sur la bataille du prix. Ce que nous voulons, c'est créer de la surprise au quotidien »,.
En 2013, Monoprix se classe à la dernière place du baromètre Ifop de l’image qualité/prix des grandes enseignes de supermarchés ou d’hypermarchés,.
En 2014, Monoprix lance la gamme P'tit Prix, contrastant avec son positionnement. Cette marque est arrêtée en 2019.
Depuis 2016 Monoprix est en partenariat avec le label Bee Friendly pour accompagner ses fournisseurs de fruits et légumes de sa gamme Monoprix tous cultiv'acteurs vers la labellisation Bee Friendly et la protection des pollinisateurs,,.

### Enseignes
Le groupe Monoprix compte six enseignes :
- Monoprix : enseigne historique, Monoprix est présente dans 85 % des villes de plus de 50 000 habitants. Alimentaire, textile, beauté et décoration.
- Monop’ : les magasins sont implantés dans les quartiers d’affaires et les zones résidentielles. Prêt à consommer, épicerie, produits frais. L'enseigne est créée en février 2005[38].
- Monop’daily : destinés à la restauration rapide et à la consommation de produits frais.
- Monop’beauty : produits d’hygiène beauté et sélection de marques alternatives ou exclusives. La première boutique a ouvert le 9 décembre 2005 au no 28 rue des Abbesses à Paris[38].
- Monop’station : snacking, dépannage alimentaire et non-alimentaire en gare.
- Naturalia : épicerie bio, cosmétique naturelle et compléments alimentaires rachetée en 2008[39]

## Implantation
Présente dans 85 % des agglomérations de plus de 50 000 habitants, Monoprix cible les rues les plus commerçantes des centres-villes. Monoprix est implanté dans plus de 250 villes en France et compte 100 points de vente à l'étranger (Tunisie, Liban, Libye, Qatar, Luxembourg, Belgique,…),. L'entreprise se développe sur les lieux de flux comme les gares, les trains, les aires d’autoroute et les aéroports. À la suite du rachat de Monoprix par le groupe Casino en 2013, l’Autorité de la concurrence (ADLC) a identifié des « zones de chalandises problématiques » et a contraint Monoprix à céder certains de ses magasins Monop’ en région parisienne.

## Controverses et polémique
Le 7 juin 2017, l'UFC Que choisir dénonce la présence d'un conservateur allergène, la méthylisothiazolinone, dans une crème de douche de la marque « Monoprix » présentée comme un produit qui « lave en douceur ». Elle déconseille particulièrement l'utilisation de ce produit aux enfants, aux adolescents et aux femmes enceintes,.
En 2017, dans le cadre du scandale des œufs contaminés au fipronil, le ministère de l'Agriculture publie une liste dans laquelle Monoprix apparaît comme l'un des distributeurs de produits à bases d’œufs contaminés.
Le 9 octobre 2018, une vidéo qui devient virale montre un jeune homme aveugle être sorti sans ménagement d'un magasin Monoprix de Marseille parce qu'il est accompagné de son chien guide d'aveugle, en violation de la loi qui pourtant l'autorise,. La polémique créée par cette vidéo oblige la société à présenter ses excuses.
Fin 2019, Monoprix est sanctionné par le tribunal de Nanterre au sujet du travail après 21 h légalement considéré comme du travail de nuit,. Jugeant les compensations accordées aux salariés insuffisantes, le tribunal juge invalides les accords signés en 2018 entre la direction et le représentant du personnel. Le jugement oblige les magasins à fermer à 21 h sous peine de s'exposer à de lourdes amendes.

## Monoprix dans la culture populaire

### Dans la chanson
En 1966, dans la chanson Les Élucubrations d'Antoine, le chanteur Antoine interprète les paroles du compositeur Pierre-Antoine Muraccioli qui se terminent par « Mettez la pilule en vente dans les Monoprix. »
En 1979, Alain Bashung interprète Y'a un yéti, dont les paroles, écrites par Boris Bergman, incluent : « Y’a un yéti dans l’Monoprix ».
Dans la chanson "j'ai rien prévu pour demain" du groupe Tryo, le chanteur Mali dit "draguer une des caissières qui boss au Monoprix".

### Au théâtre
Emmanuel Darley a écrit une pièce intitulée Le Mardi à Monoprix (2009).

### En littérature
Dans le livre Les particules élémentaires de Michel Houellebecq, la phrase suivante apparaît : « Il a mangé un dîner télévisé Monoprix - lotte à la sauce persillée, de leur ligne Gourmet ».
Dans le livre Un homme qui dort de Georges Perec, la phrase suivante apparaît : "Des squares aux musées, des cafés aux cinémas, des berges aux jardins, les salles d'attente dans les gares, les halls des grands hôtels, les monoprix, les librairies, les galeries de peinture, les couloirs du métro."